# Yvonne Elliman

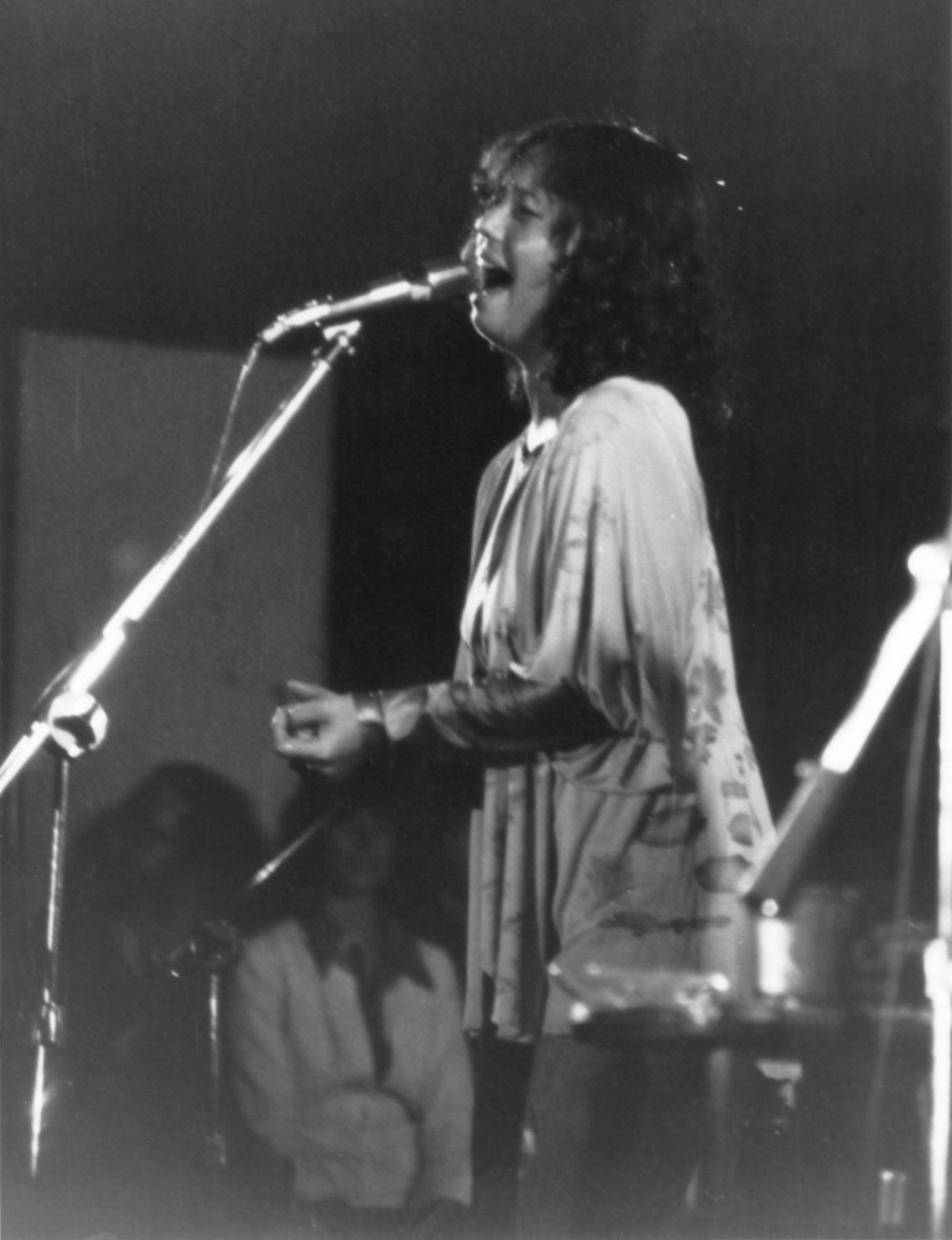
Yvonne Elliman (1975)

Yvonne Marianne Elliman (* 29. Dezember 1951 in Honolulu, Hawaii) ist eine US-amerikanische Sängerin und Schauspielerin.

## Biografie
Ihr Vater ist irischer Abstammung und ihre Mutter hat japanische Wurzeln. Sie ist in Honolulu geboren und aufgewachsen. 1969 ging sie nach England, wo sie in London als Bar- und Clubsängerin zu arbeiten begann. Hier wurde sie für den Backgroundgesang für Eric Clapton entdeckt. Sie sang Anfang der 1970er Jahre auf einigen seiner Platten (u. a. auf I Shot the Sheriff) und erhielt außerdem einen Plattenvertrag. 1971 sang sie neben Tony Ashton auf Jon Lords Soloalbum Gemini Suite.
In einem Folkclub wurde sie von Andrew Lloyd Webber und Tim Rice gesehen, die gerade die Besetzung für die Aufnahme ihrer Rockoper Jesus Christ Superstar suchten. Sie engagierten Yvonne Elliman für die Rolle der Maria Magdalena. Sie spielte diese Rolle, als das Musical erstmals auf dem Broadway aufgeführt wurde, ebenso wie in der späteren Verfilmung von Norman Jewison. 1974 wurde sie für diese Arbeit als erste von einer Pazifik-Insel stammende Hauptdarstellerin für den Golden Globe Award nominiert.
1972 hatte sie ihr erstes Soloalbum veröffentlicht. Es folgten in den 1970er Jahren fünf weitere, die durchschnittliche Erfolge verbuchen konnten. Ihr Album Nightflight kam 1978 als bestverkauftes bis auf Platz 40 der Billboardcharts. Größerer Erfolg war ihr mit dem Bee-Gees-Song If I Can’t Have You 1977 beschieden. Sie nahm den Song für das Soundtrackalbum zum Film Saturday Night Fever auf. Die Single erreichte den ersten Platz der Billboardcharts.
Ende der 1970er Jahre spielte sie in zwei Episoden der Fernsehserie Hawaii Fünf-Null und verabschiedete sich dann vom Showbusiness ins Privatleben. Sie heiratete und gebar 1982 eine Tochter und 1985 einen Sohn. In den 1990er Jahren erschienen einige Kompilationen ihrer besten Lieder und 2004 kehrte sie mit einem neuen Album in die Musikszene zurück.

## Diskografie

### Alben
| Jahr | Titel        | Höchstplatzierung, Gesamtwochen, AuszeichnungChartsChartplatzierungen (Jahr, Titel, Platzierungen, Wochen, Auszeichnungen, Anmerkungen) | Anmerkungen                                |
| Jahr | Titel        | US | Anmerkungen                                |
| ---- | ------------ | --- | ------------------------------------------ |
| 1977 | Love Me      | US68 (16 Wo.)US | Produzent: Freddie Perren                  |
| 1978 | Night Flight | US40 (17 Wo.)US | Produzenten: Freddie Perren, Robert Appére |
| 1979 | Yvonne       | US174 (6 Wo.)US | Produzenten: Steve Barri, Robert Appére    |

Weitere Alben
- 1972: Yvonne Elliman
- 1973: Food of Love
- 1975: Rising Sun
- 2004: Simple Needs (EP)

### Kompilationen
- 1978: If I Can’t Have You (Mini-LP mit 6 Songs)
- 1995: The Best of Yvonne Elliman
- 1995: The Very Best of Yvonne Elliman
- 1996: Master Series
- 1997: The Best of Yvonne Elliman
- 1999: If I Can’t Have You
- 1999: The Collection
- 2004: 20th Century Masters - The Millennium Collection: The Best of Yvonne Elliman
- 2016: Yvonne / Night Flight (2-CD-Set; Reissue plus Bonustracks)

### Singles
| Jahr | Titel Album                                             | Höchstplatzierung, Gesamtwochen, AuszeichnungChartplatzierungen (Jahr, Titel, Album, Platzierungen, Wochen, Auszeichnungen, Anmerkungen) | Höchstplatzierung, Gesamtwochen, AuszeichnungChartplatzierungen (Jahr, Titel, Album, Platzierungen, Wochen, Auszeichnungen, Anmerkungen) | Höchstplatzierung, Gesamtwochen, AuszeichnungChartplatzierungen (Jahr, Titel, Album, Platzierungen, Wochen, Auszeichnungen, Anmerkungen) | Höchstplatzierung, Gesamtwochen, AuszeichnungChartplatzierungen (Jahr, Titel, Album, Platzierungen, Wochen, Auszeichnungen, Anmerkungen) | Höchstplatzierung, Gesamtwochen, AuszeichnungChartplatzierungen (Jahr, Titel, Album, Platzierungen, Wochen, Auszeichnungen, Anmerkungen) | Höchstplatzierung, Gesamtwochen, AuszeichnungChartplatzierungen (Jahr, Titel, Album, Platzierungen, Wochen, Auszeichnungen, Anmerkungen) | Anmerkungen |
| Jahr | Titel Album                                             | DE | AT | UK | US | R&B | Dance | Anmerkungen |
| ---- | ------------------------------------------------------- | --- | --- | --- | --- | --- | --- | --- |
| 1971 | I Don’t Know How to Love Him Yvonne Elliman             | — | — | UK47 (1 Wo.)UK | US28 (10 Wo.)US | — | — | Erstveröffentlichung: Februar 1971 |
| 1971 | Everything’s Alright Jesus Christ Superstar             | — | — | — | US92 (6 Wo.)US | — | — | Erstveröffentlichung: September 1971 |
| 1976 | Love Me                                                 | — | — | UK6 Silber · (13 Wo.)UK | US14 (19 Wo.)US | — | — | Erstveröffentlichung: September 1976 |
| 1977 | Hello Stranger Love Me                                  | — | — | UK26 (5 Wo.)UK | US15 (16 Wo.)US | R&B57 (7 Wo.)R&B | — | Erstveröffentlichung: März 1977 |
| 1977 | I Can’t Get You Out of My Mind Love Me                  | — | — | UK17 (13 Wo.)UK | — | — | — | Erstveröffentlichung: Juni 1977 |
| 1978 | If I Can’t Have You Night Flight / Saturday Night Fever | — | — | UK4 Silber · (12 Wo.)UK | US1 Gold · (22 Wo.)US | R&B60 (8 Wo.)R&B | — | Erstveröffentlichung: November 1977 |
| 1978 | Moment by Moment                                        | — | — | — | US59 (6 Wo.)US | — | — | Erstveröffentlichung: Dezember 1978 Titelsong des gleichnamigen Films mit John Travolta deutscher Filmtitel: Von Augenblick zu Augenblick |
| 1979 | Love Pains Yvonne                                       | — | — | — | US34 (13 Wo.)US | — | Dance75 (5 Wo.)Dance | Erstveröffentlichung: Oktober 1979 |

grau schraffiert: keine Chartdaten aus diesem Jahr verfügbar
Weitere Singles
- 1972: Could We Start Again Please? (mit Michael Jason)
- 1972: What a Line to Go Out On
- 1973: I Can’t Explain
- 1973: Superstar (mit Carl Anderson)
- 1974: Willie and the Hand Jive (mit Eric Clapton)
- 1975: Walk Right In
- 1975: From the Inside
- 1975: Somewhere in the Night
- 1975: The Best of My Love
- 1978: Savannah
- 1978: Lady of the Silver Spoon

### Beteiligungen an Soundtracks
| Jahr | Titel                  | Höchstplatzierung, Gesamtwochen, AuszeichnungChartplatzierungen (Jahr, Titel, , Platzierungen, Wochen, Auszeichnungen, Anmerkungen) | Höchstplatzierung, Gesamtwochen, AuszeichnungChartplatzierungen (Jahr, Titel, , Platzierungen, Wochen, Auszeichnungen, Anmerkungen) | Höchstplatzierung, Gesamtwochen, AuszeichnungChartplatzierungen (Jahr, Titel, , Platzierungen, Wochen, Auszeichnungen, Anmerkungen) | Höchstplatzierung, Gesamtwochen, AuszeichnungChartplatzierungen (Jahr, Titel, , Platzierungen, Wochen, Auszeichnungen, Anmerkungen) | Höchstplatzierung, Gesamtwochen, AuszeichnungChartplatzierungen (Jahr, Titel, , Platzierungen, Wochen, Auszeichnungen, Anmerkungen) | Anmerkungen                                            |
| Jahr | Titel                  | DE | AT | UK | US | R&B | Anmerkungen                                            |
| ---- | ---------------------- | --- | --- | --- | --- | --- | ------------------------------------------------------ |
| 1972 | Jesus Christ Superstar | — | — | UK6 Silber · (23 Wo.)UK | — | — | Musik, Arrangement: Andrew Lloyd Webber Text: Tim Rice |
| 1978 | Saturday Night Fever   | DE1 ×3Dreifachplatin · (44 Wo.)DE                                                                                                   | AT1 (36 Wo.)AT | UK1 Gold · (65 Wo.)UK | US1 ×5Diamant + Fünffachplatin · (120 Wo.)US                                                                                        | R&B1 (38 Wo.)R&B | mit den Bee Gees und anderen                           |

grau schraffiert: keine Chartdaten aus diesem Jahr verfügbar
Weitere Beteiligungen an Soundtracks
- 1980: Roadie
- 1983: War Games

## Auszeichnungen für Musikverkäufe
| Goldene Schallplatte - Kanada - 1978: für die Single If I Can’t Have You - Neuseeland - 2024: für die Single If I Can’t Have You |

Anmerkung: Auszeichnungen in Ländern aus den Charttabellen bzw. Chartboxen sind in ebendiesen zu finden.
| Land/RegionAuszeichnungen für Musikverkäufe (Land/Region, Auszeichnungen, Verkäufe, Quellen) | Silber     | Gold     | Platin | Verkäufe  | Quellen          |
| -------------------------------------------------------------------------------------------- | ---------- | -------- | ------ | --------- | ---------------- |
| Kanada (MC)                                                                                  | —          | Gold1    | —      | 75.000    | musiccanada.com  |
| Neuseeland (RMNZ)                                                                            | —          | Gold1    | —      | 15.000    | radioscope.co.nz |
| Vereinigte Staaten (RIAA)                                                                    | —          | Gold1    | —      | 1.000.000 | riaa.com         |
| Vereinigtes Königreich (BPI)                                                                 | 3× Silber3 | —        | —      | 560.000   | bpi.co.uk        |
| Insgesamt                                                                                    | 3× Silber3 | 3× Gold3 | —      |           |                  |